# Atrasana brunneis
Atrasana brunneis är en fjärilsart som beskrevs av Pierre E.L. Viette 1954. Atrasana brunneis ingår i släktet Atrasana och familjen tandspinnare. Inga underarter finns listade i Catalogue of Life.